# Putineiu, Teleorman
Putineiu este satul de reședință al comunei cu același nume din județul Teleorman, Muntenia, România.